# Jewel*mariee
Jewel＊Mariee（ジュエルマリー）は、2013年2月11日赤坂GENKI劇場昼『ウタ娘ライブ Vol.11』にて始動したライブを中心に活動する女性アイドルグループ。
2015年5月30日、初ホールワンマンライブ『未来からのメッセージ』を最後に解散。
2016年3月25日、赤坂BLITZでの公演でメンバーを一新して再デビュー。メンバーの加入、脱退を繰り返しつつ精力的に活動するも2018年4月4日新宿ReNYでのワンマンライブにて解散。

## 略歴

### 2013年
- 2013年2月11日、中山みなみ、嶋田あさひ、織戸みなみ、西塔多恵がRT★Jを卒業し、準備期間として「ジュエルマリー」名義で赤坂GENKI劇場昼『ウタ娘ライブVol..11』から活動開始。
- 2013年2月23日、1st Greeting Single「キミとHappy Story」発売。
- 2013年3月、Jewel＊Marieeとしての活動を開始。
- 2013年4月20日、1stアルバム「jewelz Mix」発売。
- 2013年5月、「Brand New Colors」がウタ娘の5月のオープニングテーマ曲として採用される。
- 2013年5月16日、北赤羽に専用劇場『jewel*box』オープン。
- 2013年8月4日、宝生花菜加入。
- 2013年8月4日、「劇的運命♡絶頂夏雪ベイビー」発売。
- 2013年9月23日、「直感☆メチャラバ」発売。
- 2013年11月10日、Jewel＊Mariee劇場公演を最後に初期メンバーの西塔多恵が卒業。
- 2013年12月23日、「七色空 Little World」発売。

### 2014年
- 2014年2月18日、「Brand New Colors 」A-type、B-typeの2種類発売。
- 2014年2月20日より宮城県北部中心に展開する「ウジエスーパー」のCMソングを歌う(作詞・作曲:中山みなみ、編曲:P、唄:みなみなみ)
- 2014年4月17日、Jewel＊Mariee劇場公演にて新しく研修生として堀江由美を加えたことを発表。
- 2014年4月19日、新宿Birthにて、研修生として桃井ももを加えたことを発表。
- 2014年5月4日、新宿BirthにてJewel＊Mariee(研修生含み)は星宙JAPAN*第1期メンバー選抜総選挙に参加することを発表(当日卒業する織戸みなみ、宝生花菜は除外、発表後に加入した大塚ありさも参加)。
- 2014年5月4日、秋葉原SIXTEENの公演(メンバーの宝生花菜が誕生日だったため5日未明まで)を最後に初期メンバーの織戸みなみ、途中加入の宝生花菜が卒業。それに伴い「あさおりと。」が消滅。
- 2014年5月8日、大塚Deepaにて研修生として大塚ありさを加えたことを発表。
- 2014年5月28日、研究生であった桃井ももが正規メンバーに昇格したことを発表。
- 2014年5月30日、研究生であった堀江由美が正規メンバーに昇格したことを発表。
- 2014年5月31日、星宙Japan*第1期メンバー選抜総選挙にて、嶋田あさひ（1位・センター）、中山みなみ（3位）、桃井もも（5位）が入賞したことを発表（2位：星野あいな、4位：新穂貴城）。
- 2014年6月14日、研究生であった大塚ありさが正規メンバーに昇格したことを発表。
- 2014年7月18日、池袋ブラックホールのAURA出張公演Vol.3を最後に途中加入の大塚ありさが脱退したことを発表。
- 2014年8月9日、成田もか、廣瀬ゆうか加入。
- 2014年10月6日、吉沢優加入。

### 2015年
- 2015年5月30日、Mt.RAINIER HALL SHIBUYA (初ホールワンマンライブ 『未来からのメッセージ』)を最後に解散。

### 2016年
- 2016年3月25日、赤坂BLITZでメンバーを一新しての公演にて再結成デビュー。[1]
- 2016年12月11日、レーベルAglaiaより1st Single 「World＊Is＊Beautiful」リリースを発表。[2]

### 2018年
- 2014年4月4日、新宿ReNYにて開催されたワンマンライブにて解散。

## メンバー
| 名前       | よみ              | 生年月日（年齢）       | 血液型 | ニックネーム     | 担当カラー | 備考     |
| ---------- | ----------------- | ---------------------- | ------ | ---------------- | ---------- | -------- |
| 褒城好美   | ほうじょう このみ | 1998年7月25日（26歳）  | A      | このみん         | 赤         | センター |
| 結城莉沙   | ゆうき りさ       | 1996年1月21日（29歳）  | A      | りっちゃん・りさ | オレンジ   | リーダー |
| 長谷川紗海 | はせがわ さら     | 2000年12月13日（24歳） | O      | さらぽん         | ピンク     |          |
| 川菜百花   | かわな ももか     | 1999年11月3日（25歳）  | O      | ももか           | 緑         |          |
| 白石美姫   | しらいし みき     | 1996年10月18日（28歳） | A      | みきぽん         | 黄         |          |
| 愛羽千鶴   | あいは ちづる     | 1997年5月2日（27歳）   | 不明   | ちーちゃん       | 紫         |          |

## 研修生
- （昇格条件）チェキを100枚撮る
- 【参考】堀江由美…2014年4月17日〜2014年5月30日、桃井もも…2014年4月19日〜2014年5月28日、大塚ありさ…2014年5月8日〜2014年6月14日

## 元メンバー
- 西塔多恵（さいとう たえ／ニックネーム: たえぴ）： 7月26日生、静岡県出身
- 織戸みなみ（おりと みなみ／ニックネーム: おりりん）： 2月3日生、静岡県出身
- 宝生花菜（ほうじょう かな／ニックネーム: かなちぃ）： 5月5日生、福岡県出身
- 大塚ありさ（おおつか ありさ／ニックネーム: ありしゃ）： 3月11日生、東京都出身
- 中山みなみ（なかやま みなみ／ニックネーム：みなな）： 12月23日生、茨城県出身 （リーダー）、後にHAPPY♡ANNIVERSARYを結成
- 嶋田あさひ（しまだ あさひ／ニックネーム：あさにゃん）： 5月31日生、東京都出身 （センター）
- 堀江由美（ほりえ ゆみ／ニックネーム：ぽぽちゃん）： 1月15日生、東京都出身
- 吉沢優（よしざわ ゆう／ニックネーム：） ： 7月17日生、大阪府出身
- 桃井もも（ももい もも／ニックネーム：ももぴょん） ： 2月23日生、神奈川県出身
- 成田もか（なりた もか／ニックネーム：もかたん） ： 1月30日生、東京都出身
- 廣瀬ゆうか（ひろせ ゆうか／ニックネーム：ゆうかりん） ： 1月11日生、まっしろふわふわランド出身（自称）

## 派生ユニット
- あさおりと。（嶋田あさひ・織戸みなみ） ※2014年5月4日織戸みなみの卒業に伴い消滅。
- なんとなく真理 ※2013年11月3日ウタ娘スーパーライブ限定ユニット？

## 作品

### シングルCD
- 2013年2月23日、キミとHappy Story
- 2013年8月4日、劇的運命♡絶頂夏雪ベイビー
- 2013年9月23日、直感☆メチャラバ
- 2013年12月23日、七色空 Little World
当初は8～10月と3ヶ月連続リリース予定だったが、1,000枚売り上げないと次にいかない仕組みで現実とはならなかった。
- 2014年2月18日、Brand New Colors
2014年2月23日付オリコンデイリーチャート32位 2014年3月3日付オリコンインディーズウィークリーチャート7位
- 2014年7月6日、AmoRE

### アルバム
- 2013年4月20日、jewelz Mix
- 2014年12月20日、Best Album NANAIRO
- 2014年12月20日、Best Album MONOCHROME

## 出演

### テレビ番組
- ウタ娘 (テレビ埼玉)

### 専用劇場
- 北赤羽Jewel＊Mariee専用劇場『jewel*box』、不定期（基本的に木曜日）
- 東京都北区浮間3-1-38 AURA2階 JR埼京線北赤羽駅浮間口より徒歩1分
- 2013年5月16日、第1回公演

### ワンマンライブ
- 2013年4月20日、渋谷O-nest（JewelzMixリリースイベント）
- 2013年6月2日、秋葉原Bスタジオ（嶋田あさひ生誕祭）
- 2013年8月4日、Shibuya eggman（西塔多恵生誕祭、宝生花菜加入イベント） ゲスト:Haruka
- 2013年11月9日、北赤羽AURA（西塔多恵卒業イベント）
- 2013年11月10日、北赤羽AURA（西塔多恵卒業イベント）
- 2013年12月23日、池袋dot（中山みなみ生誕祭、クリスマスイベント）
- 2014年2月2日、北赤羽AURA（織戸みなみ生誕祭前夜祭）
- 2014年2月3日、北赤羽AURA（織戸みなみ生誕祭）
- 2014年5月3日、秋葉原SIXTEEN（織戸みなみ、宝生花菜卒業イベント）
- 2014年5月4日、秋葉原SIXTEEN（織戸みなみ、宝生花菜卒業イベント）
- 2014年8月9日、初台theDOORS（BNCインディーズチャート7位おめでとうイベント?）（『Hello＆Good-bye～僕らの光で走ろう～』） ゲスト:星宙Japan*Haruka
- 2015年5月30日、Mt.RAINIER HALL SHIBUYA (初ホールワンマンライブ 『未来からのメッセージ』)
- 2016年12月11日、池袋シアターYes (⻑⾕川紗海 生誕祭)[3]
- 2017年1月22日、ZOO stage (結城莉沙 生誕祭)[4]

### ツーマンライブ
- 2013年9月23日、赤坂GENKI劇場 jewel*mmariee×Love Android
- 2013年12月16日、大塚Deepa Jewel＊Mariee×FES☆TIVE

### Jewel＊Mariee主催ライブ
- 2014年4月24日、池袋dot（AURA出張公演Vol.1） Jewel＊Mariee×あさおりと。×イニーミニーマニーモー×DaisukI×18×ねがいごと×滝口成美×Honey-Squash×ウルトラガール×Dear★Doll×パワースポット
- 2013年4月26日、渋谷Milkyway（宝生花菜生誕祭） Jewel＊Mariee×宝生花菜(Jewel＊Mariee)×アソビットガール×DaisukI×ウルトラガール×パワースポット×イニーミニーマニーモー
- 2013年5月31日、渋谷エンタメステージ（嶋田あさひ生誕祭） Jewel＊Mariee×嶋田あさひ(Jewel＊Mariee)×Dear★Doll×DaisukI×滝口成美×パワースポット×ウルトラガール×Honey-Squash（←キャンセル）×織戸みなみ
- 2014年6月5日、池袋dot（AURA出張公演Vol.2） Jewel＊Mariee×嶋田あさひ(Jewel＊Mariee)×DaisukI×パワースポット×ウルトラガール×ねがいごと
- 2014年7月18日、池袋ブラックホール(AURA出張公演Vol.3) Jewel＊Mariee×嶋田あさひ(Jewel＊Mariee/星宙Japan*選抜)×堀江由美(Jewel＊Mariee/星宙Japan*ネクストガール)×星宙Japan*選抜×星宙Japan*ネクストガール×星野あいな(Dear★Doll/星宙Japan*選抜）×白石さくら(Dear★Doll/星宙Japan*ネクストガール）×ぱ☆るーーーーーん×宝生花菜
- 2014年8月9日、初台TheDOORS(「夏!夏!夏だょ?j＊mの本気の夏」) Jewel＊Mariee×Dear★Doll×READY TO KISS×涙-NANIDA-×loop×FES☆TIVE×フェアリーテイルD.C.×Honey-Squash×パステルジョーカー×DiNity×パワースポット×ねがいごと×ウルトラガール×DaisukI×滝口成美×LilCouleur×リリックホリック歌劇団×宝生花菜×アンダーピースティー
- 2014年12月20日、(去年の恐怖で今年は早めた唄えるリーダー神山生誕祭)

### 参加ライブ
- ウタ娘ライブ 赤坂GENKI劇場
- ウタ娘スーパーライブ 新木場スタジオコースト
- ラブマークフェスティバル
- オトメ魂。

### イベント
- CD予約会 (2014年2月16日新星堂サンシャインシティアルパ店)
- 1st single「Brand New Colors」発売記念イベント (2014年2月18日アソビットシティ) ゲスト：滝口成美、パステル☆ジョーカー
- 1st single「Brand New Colors」発売記念イベント (2014年2月19日アソビットシティ) ゲスト：パワースポット)
- 1st single「Brand New Colors」発売記念イベント (2014年2月20日アソビットシティ) ゲスト：FES☆TIVE、ねがいごと)
- 1st single「Brand New Colors」発売記念イベント (2014年2月21日アソビットシティ) ゲスト：DiNity、ウルトラガール)
- 1st single「Brand New Colors」発売記念イベント (2014年2月22日アソビットシティ) ゲスト：Dear★Doll、イニーミニーマニーモー)
- 1st single「Brand New Colors」発売記念イベント (2014年2月23日新星堂サンシャインシティアルパ店) ゲスト：ねがいごと、DaisukI)
- 1st single「Brand New Colors」発売記念イベント (2014年2月23日アソビットシティ) ゲスト：ねがいごと、DaisukI)
- New single「AmoRE」発売記念イベント (2014年7月6日赤坂GENKI劇場) ゲスト：G→L、CiA、最終未来兵器mofu、前田彩里、Ritsuka★カタモミ女子、Serendipity、白石萌、香月未緒、峰尾こずえ、ラブアンドロイドレッスン生、Dear★Doll、Sweet☆pastel、Merci☆S、パワースポット、ウルトラガール、滝口成美、DaisukI、ねがいごと)